# Ushijima Mitsuru
Ushijima Mitsuru (牛島満 Ushijima Mitsuru, Ngưu Đảo Mãn) (31 tháng 7 năm 1887 – 22 tháng 6 năm 1945) là một vị tướng của Lục quân Đế quốc Nhật Bản trong Chiến tranh thế giới thứ hai. Ông nổi tiếng qua việc chỉ huy quân Nhật phòng thủ tại Okinawa chống lại cuộc đổ bộ của quân Mỹ và đã tự sát sau thất bại của quân Nhật trong trận này.

## Tiểu sử
Ushijima quê ở thành phố Kagoshima thuộc quận Kagoshima trên đảo Kyūshū, miền nam Nhật Bản. Ông tốt nghiệp khóa 20 Trường Sĩ quan Lục quân năm 1908 và khóa 28 Đại học Lục quân năm 1916. Ngay sau khi tốt nghiệp, ông đã được đưa vào lực lượng viễn chinh Nhật Bản đến Vladivostok tham gia cuộc Can thiệp Siberia chống lại các lực lượng Bolshevik trong cuộc Nội chiến Nga.
Từ 1933 đến 1936, ông làm việc tại Bộ chiến tranh. Sau đó, từ năm 1936-1937, ông là chỉ huy trưởng trung đoàn bộ binh số 1.
Khi chiến tranh Trung-Nhật bùng nổ, Ushijima được thăng hàm thiếu tướng và được bổ nhiệm làm chỉ huy trưởng lữ đoàn bộ binh 36. Ông được triệu hồi về Nhật Bản năm 1938 làm sĩ quan chỉ huy trường bộ binh Toyama. Tuy nhiên, đến 1939, Ushijima lại được thăng hàm trung tướng và nhận nhiệm vụ chỉ huy Sư đoàn 11. Ở cương vị này, ông đã tham gia nhiều trận đánh tại chiến trường Trung Quốc và Miến Điện.
Ông trở về Nhật Bản lần nữa năm 1941-1942 để giữ hiệu trưởng trường hạ sĩ quan ở Mãn Châu và từ 1942-1944 là hiệu trưởng Trường Sĩ quan Lục quân.

### Trận Okinawa
Vào cuối cuộc Chiến tranh Thái Bình Dương, khi quân Mỹ ngày càng tiến gần hơn đến lãnh thổ Nhật Bản, tướng Ushijima đã được điều đến Okinawa để nắm quyền chỉ huy quân đoàn 32 giữ nhiệm vụ phòng thủ đảo. Quân đoàn 32 bao gồm ba sư đoàn 9, 24, 62 và lữ đoàn hỗn hợp 44. Sư đoàn 9 sau đó đã được điều đi Đài Loan làm cho lực lượng quân đoàn giảm sút. Tướng Ushijima cho rằng người Mỹ sẽ đổ bộ lên bờ biển phía Tây ở bãi biển Hagushi. Tuy nhiên, ông chủ trương không đánh quân Mỹ ngay tại bờ biển mà tập trung quân ở phía nam đảo, quanh thành phố Naha, thủ phủ của đảo và các vùng phụ cận. Chế ngự giữa thành phố Naha và thành phố Shuri là dãy núi Shuri. Đây chính là phòng tuyến chính của quân Nhật.
Cùng tham gia nhiệm vụ phòng thủ Okinawa với tướng Ushijima là tham mưu trưởng trung tướng Isamu Chō và trưởng phòng tác chiến đại tá Hiromichi Yahara. Đến tháng 3 năm 1945, mọi sự bố phòng đã được chuẩn bị xong, trong tay tướng Ushijima có hơn 100.000 lính chuẩn bị sẵn sàng chờ đón cuộc đổ bộ của người Mỹ.
Ngày 1 tháng 4 năm 1945, cuộc đổ bộ của quân Mỹ do trung tướng Simon Buckner chỉ huy bắt đầu. Đúng như dự tính của ông, kế hoạch của người Mỹ là sẽ đổ quân lên bãi biển Hagushi. Tuy nhiên, quan niệm phòng thủ của ông là phòng thủ chiều sâu chứ không chủ trương tiêu diệt địch ngoài bãi biển nên các lực lượng quân Mỹ hầu như không gặp bất kì một sự đề kháng nào. Tuy nhiên, khi tiến dần về phía nam đảo, các lực lượng quân Mỹ đã vấp phải sức kháng cự mãnh liệt của quân Nhật tại phòng tuyến Shuri và phải chịu thương vong cao.
Sau một tháng chiến đấu, trong khi quân Mỹ vẫn đang nỗ lực đánh chiếm phòng tuyến Shuri, ngày 1 tháng 5, một cuộc họp quan trọng của quân Nhật tại Okinawa được triệu tập trong hang động dưới chân lâu đài Shuri. Trong cuộc họp có mặt tư lệnh Ushijima, tham mưu trưởng Isamu Cho, trưởng phòng tác chiến Hiromichi Yahara và các đơn vị trưởng từ cấp lữ đoàn trở lên. Trong buổi họp này đã diễn ra cuộc tranh cãi gay gắt. Tướng Ushijima quyết giữ vững lập trường không tổ chức phản công quyết tử và kéo dài cuộc kháng cự bằng lối đánh du kích. Ý kiến này của ông đã được đại tá Yahara ủng hộ. Tuy nhiên tướng Cho và một số chỉ huy sư đoàn, lữ đoàn hiếu chiến khác lại nhất quyết đòi mở một cuộc phản công. Cuối cùng hai bên đi đến một thỏa hiệp là sẽ tổng tiến công nhưng phải đợi 2 ngày nữa mới có thời gian lập kế hoạch. Ngày 3 tháng 5, cuộc phản công bắt đầu nhưng đến trưa ngày Đến trưa ngày 5 tháng 5, tin tức các nơi bay về cho chỉ huy sở báo cáo quân Nhật thảm bại ở nhiều nơi nên tướng Ushijima ra lệnh rút quân. Cuộc phản công thất bại khiến cho tình hình quân Nhật tại Okinawa ngày càng khó khăn.
Trước những cuộc đột phá phòng tuyến của quân Mỹ cộng với quân lực ngày càng giảm sút, đến cuối tháng 5, tướng Ushijima đã phải ra lệnh cho rút dần quân ra khỏi phòng tuyến Shuri. Đêm ngày 26 tháng 5, bộ tư lệnh của tướng Ushijima cũng rời khỏi hang động dưới chân lâu đài Shuri. Phòng tuyến Shuri xem như sụp đổ và đến ngày 31 tháng 5 thì thành phố Shuri bị quân Mỹ chiếm.
Sau khi phòng tuyến Shuri sụp đổ, tướng Ushijima ra lệnh quân Nhật lui về phía nam 15 km, đến một dãy núi cao thẳng đứng xuống biển. Đây là tuyến phòng thủ cuối cùng của họ, đằng sau là biển Đông Hải. Ngày 21 tháng 6, trong chỉ huy sở cuối cùng của mình tại Mabumi, tướng Ushijima và mọi người đều hớt tóc, cạo râu. Sau đó ông viết thư trình lên Thiên hoàng Chiêu Hòa (Hirohito) báo cáo về tình hình chiến sự tại Okinawa và tạ tội không giữ được đảo. Thư được điện về Bộ tổng tham mưu quân đội Hoàng gia tại Tokyo. Trong những này cuối cùng, ông vẫn giữ được thái độ bình tĩnh, dí dỏm, còn đùa nhẹ nhàng với mọi người. Ông nói với đại tá Yahara:
| “ | Này Yahara, tôi và ông chắc sẽ "Harakiri". Nhưng tôi ra lệnh cho ông ở lại. Nếu ông chết, sau này còn ai có thẩm quyền để kể lại về trận chiến Okinawa này. Mặc dù sống sau khi thua trận là nhục nhã, nhưng tư lệnh của ông ra lệnh cho ông phải chịu cái nhục này." | ” |

Yahara do đó là sĩ quan cao cấp bên phía Nhật sống sót sau trận đánh và về sau ông đã cho xuất bản cuốn sách mang tựa đề Trận đánh vì Okinawa. Chiều ngày 22 tháng 6, tướng Ushijima và tướng Cho quỳ gối hướng về phía Bắc (hướng Hoàng cung) vái ba vái và tiến hành lễ tự sát. Tướng Cho đưa cổ cho đại úy Sakaguchi chém đầu. Tướng Ushijima lấy gươm tự mổ bụng, tiếp theo đó bảy sĩ quan tham mưu cùng tự sát. Ông hưởng thọ 57 tuổi.

### Sách
- Fuller, Richard (1992). Shokan: Hirohito's Samurai. London: Arms and Armor. ISBN 1-85409-151-4.
- Hayashi, Saburo (1959). Thu thập: Quân đội Nhật Bản trong Chiến tranh Thái Bình Dương. Cox, Alvin D. Quantico, VA: The Marine Corps Association.
- Toland, John (1970). The Rising Sun: The Decline and Fall of the Japanese Empire 1936-1945. Random House. ISBN 0812968581.
- Yahara, Hiromichi (1995). Trận đánh Okinawa. Gibney, Frank B. John Wiley & Sons, Inc. ISBN 0-471-18080-7.
- Lê Vinh Quốc-Huỳnh Văn Tòng (2000). Cuộc chiến tranh Thái Bình Dương (1941-1945) - Quyển 2. Việt Nam: Nhà xuất bản Giáo dục.

### Web
- Ammenthorp, Steen. "Ushijima Mitsuru, General". Các tướng trong thế chiến II.
- Budge, Kent. "Ushijima Mitsuru". Bách khoa toàn thư Trực tuyến Chiến tranh Thái Bình Dương.
- Chen, Peter. "Ushijima Mitsuru". WW2 Database.